# كلية العلوم (عين الشق)
كلية العلوم عين الشق هي إحدى أهم المؤسسات الجامعية المغربية التابعة إلى جامعة الحسن الثاني الدارالبيضاء المتواجدة في منطقة حي الكليات قرب كلية العلوم القانونية والاقتصادية والاجتماعية - الدارالبيضاء. تأسست الكلية في عام 1981، تتوفر الكلية على تكوينات الإجازة، الماستر والدكتوراه.

## شروط الولوج الكلية
للقبول في العلوم الرياضية والتطبيقات وعلوم الرياضية والمعلوميات وعلوم المادة فيزياء، تشترط الكلية الحصول على شهادة البكالوريا في شعبة العلوم الرياضية أو دبلوم معادل. وللقبول في علوم المادة كيمياء وعلوم الحياة وعلوم الأرض والكون، يشترط الحصول على شهادة البكالوريا في شعبة العلوم التجريبية أو دبلوم معادل. أما بالنسبة للإجازة المهنية يفتح الترشيح حسب الشعب للطلبة حاملي بكالوريا ( باك+1 ) أو ( باك+2 ) مع دراسة ملف الترشيح أو رائز القبول (كتابي وشفوي).
وتشمل مناطق الاستقطاب في إحدى المدن والعمالات والأقاليم الآتية: عين الشق، الحي الحسني، الدار البيضاء – أنفا، الفداء – مرس السلطان، وإقليم ابن سليمان.

## التخصصات المتوفرة في الكلية
في الإجازة الأساسية:
- العلوم الرياضية والتطبيقات
- العلوم الرياضية والمعلوميات
- علوم المعلوميات التطبيقية
- العلوم الفزيائية
- العلوم الكيميائية
- علوم الحياة
- علوم الأرض والكون[2]

في الإجازة المهنية:
- Electronique, Electrotechnique, Automatique, Informatique Industrielle (EAI)
- Génie des procédés (GP)
- Métiers de la délégation médicale (DM)
- Systèmes, bases de données et réseaux (SBDR)
- Gestion des Risques Naturels et Technologiques (GRNT)
- Systèmes d’informations géographiques et Applications (SIGA)
- Technologie et Management du Bâtiment et des Travaux Publics (TMBTP)
- Gestion de l’Assainissement en Milieu Urbain (GAMU)
- Développement informatique (DI)
- Biotechnologie et Culture de l’Entreprise (BCE)
- Gestion Et Évaluation Environnementale (GEE)

## روابط خارجية
- الموقع الرسمي لكلية العلوم بعين الشق
- الموقع الرسمي لجامعة الحسن الثاني بالدار البيضاء نسخة محفوظة 7 فبراير 2006 على موقع واي باك مشين.